# Tournoi de France 1997
Tournoi de France byl mezinárodní fotbalový turnaj, který byl součástí přípravy na mistrovství světa ve fotbale 1998. Konal se od 3. června do 11. června 1997 ve francouzských městech Paříž, Lyon, Nantes a Montpellier. Zúčastnily se ho čtyři týmy: francouzská fotbalová reprezentace, italská fotbalová reprezentace, anglická fotbalová reprezentace a brazilská fotbalová reprezentace. Hrálo se systémem každý s každým, celkovými vítězi se stali Angličané. Nejlepším střelcem turnaje byl se třemi brankami Alessandro del Piero.

## Zápasy
| 3. červen 1997  |       |                    |                                                                 |
| Francie         | 1 - 1 | Brazílie           | Stade Gerland, Lyon diváci: 28 193 rozhodčí: Kim Milton Nielsen |
| 55' Marc Keller |       | 19' Roberto Carlos | Stade Gerland, Lyon diváci: 28 193 rozhodčí: Kim Milton Nielsen |

| 4. červen 1997                  |       |        |                                                                     |
| Anglie                          | 2 - 0 | Itálie | Stade de la Beaujoire, Nantes diváci: 25 000 rozhodčí: Günter Benkö |
| 26' Ian Wright 43' Paul Scholes |       |        | Stade de la Beaujoire, Nantes diváci: 25 000 rozhodčí: Günter Benkö |

| 7. červen 1997 |       |                  |                                                                       |
| Francie        | 0 - 1 | Anglie           | Stade de la Mosson, Montpellier diváci: 23 000 rozhodčí: Said Belqola |
|                |       | 86' Alan Shearer | Stade de la Mosson, Montpellier diváci: 23 000 rozhodčí: Said Belqola |

| 8. červen 1997                                       |       |                                                    |                                                                 |
| Itálie                                               | 3 - 3 | Brazílie                                           | Stade Gerland, Lyon diváci: 30 000 rozhodčí: Serge Muhmenthaler |
| 6', 71' (pen.) Alessandro del Piero 23' (vl.) Aldair |       | 35' (vl.) Attilio Lombardo 70' Ronaldo 84' Romário | Stade Gerland, Lyon diváci: 30 000 rozhodčí: Serge Muhmenthaler |

| 10. červen 1997 |       |             |                                                                   |
| Anglie          | 0 - 1 | Brazílie    | Parc des Princes, Paříž diváci: 40 000 rozhodčí: John Toro Rendón |
|                 |       | 61' Romário | Parc des Princes, Paříž diváci: 40 000 rozhodčí: John Toro Rendón |

| 11. červen 1997                         |       |                                                         |                                                                            |
| Francie                                 | 2 - 2 | Itálie                                                  | Parc des Princes, Paříž diváci: 35 000 rozhodčí: Antonio Jesús López Nieto |
| 12' Zinedine Zidane 73' Youri Djorkaeff |       | 61' Pierluigi Casiraghi 89' (pen.) Alessandro del Piero | Parc des Princes, Paříž diváci: 35 000 rozhodčí: Antonio Jesús López Nieto |

## Tabulka
| #  | Tým      | Z | V | R | P | + | - | B |
| 1. | Anglie   | 3 | 2 | 0 | 1 | 3 | 1 | 6 |
| 2. | Brazílie | 3 | 1 | 2 | 0 | 5 | 4 | 5 |
| 3. | Francie  | 3 | 0 | 2 | 1 | 3 | 4 | 2 |
| 4. | Itálie   | 3 | 0 | 2 | 1 | 5 | 7 | 2 |